# Ferdinand Desoer
Charles François Joseph Ferdinand Desoer (Luik, 28 februari 1780 - aldaar, 17 januari 1867) was een Belgisch volksvertegenwoordiger.

## Biografie
Ferdinand Desoer was een zoon van Charles-Joseph Desoer, algemeen ontvanger van het departement Ourthe, en Catherine Grivegné. Hij trouwde in 1816 in Herstal met Marie-Josèphe Gosuin (1796-1830). Ze waren de grootouders van graaf Ferdinand de Marnix de Sainte-Aldegonde.
Zoals zijn vader werd hij algemeen ontvanger voor het departement Ourthe op het einde van het Franse keizerrijk. Tijdens het Verenigd Koninkrijk der Nederlanden was hij agent van de Schatkist voor de provincie Luik.
In november 1848 werd hij, bij een buitengewone verkiezing ter vervanging van Edmond de Selys Longchamps, met 367 van 442 stemmen verkozen tot katholiek volksvertegenwoordiger voor het arrondissement Borgworm. Hij vervulde dit mandaat tot in juni 1852.